# Orlęta (organizacja)

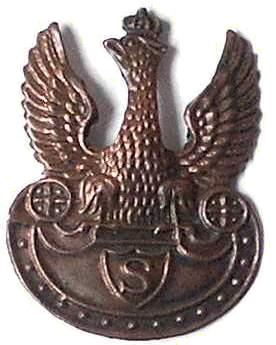
Orzełek Związku Strzeleckiego

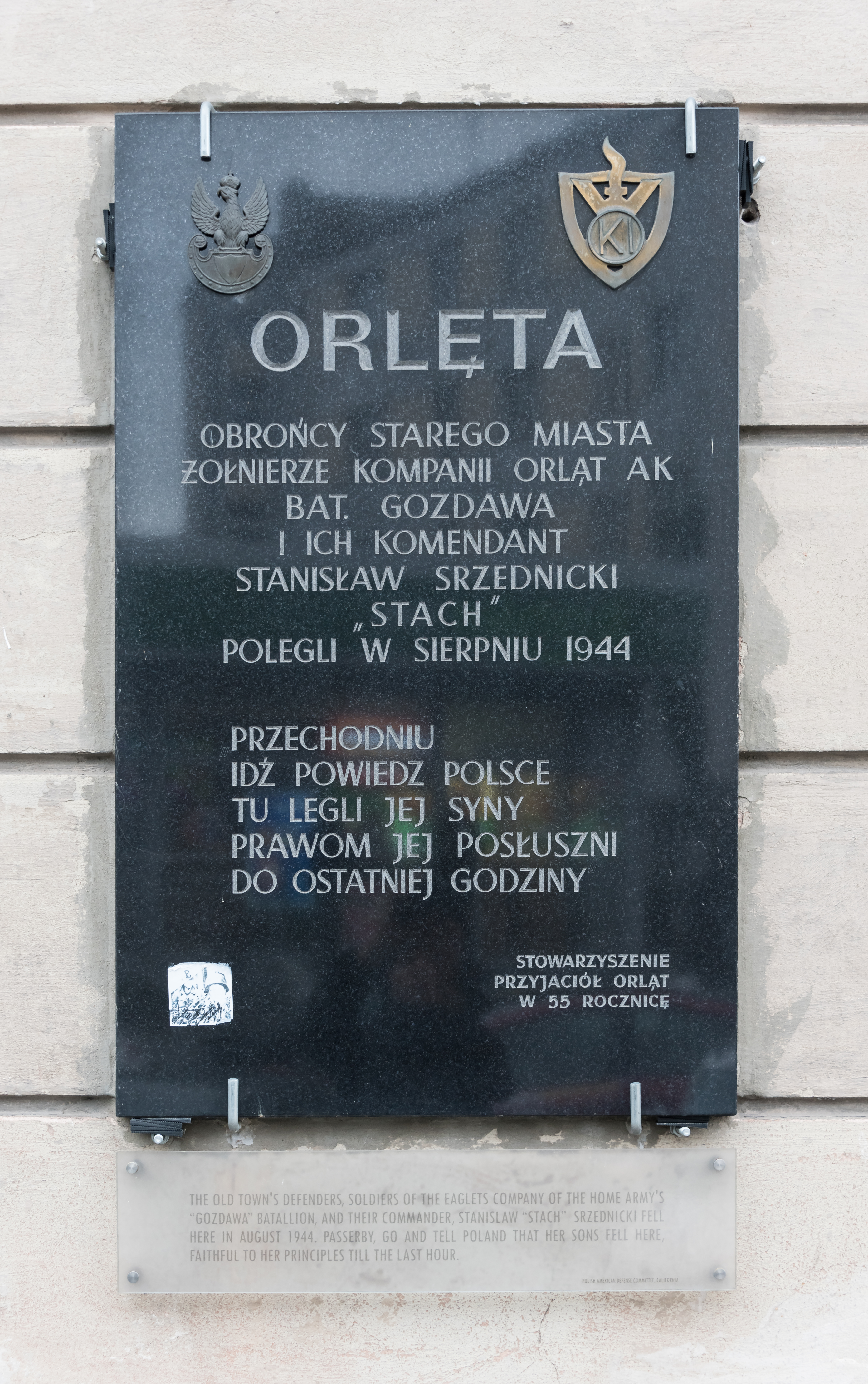
Tablica upamiętniająca „Orlęta” na budynku przy ul. Podwale 23 (od strony ul. Kilińskiego) w Warszawie

Orlęta – organizacja młodzieżowa działająca od 1933 przy Związku Strzeleckim (pojedyncze drużyny powstały w 1932), a także podczas II wojny światowej w konspiracji.
Organizacja skupiała młodzież w wieku 11–16 lat. Miała zasięg ogólnopolski i była w okresie międzywojennym drugim po Związku Harcerstwa Polskiego najliczniejszym stowarzyszeniem młodzieży w Polsce – liczyła ponad 40 tys. członków, przede wszystkim z rodzin robotniczych, w mniejszym stopniu z rodzin wojskowych i inteligenckich. Orlęta skupiały prawie wyłącznie młodych ludzi polskiej narodowości, co wynikało z przekonania, że przede wszystkim na nich powinno opierać się bezpieczeństwo państwa.

## Organizacja przy Związku Strzeleckim

### Nazwa
Nazwa organizacji nawiązywała do Orląt Lwowskich – najmłodszych obrońców Lwowa w listopadzie 1918, oraz do godła Rzeczypospolitej Polskiej. Pojedynczego członka organizacji określano jako orlę, niekiedy także orlak, co jednak uznawano za formę niepoprawną.

### Cel działania
Celem organizacji, powstałej z inspiracji obozu politycznego piłsudczyków, było wychowanie młodzieży, kształtowanie postaw patriotycznych, m.in. poświęcenia się idei obrony niepodległości Polski w razie jej zagrożenia, przygotowanie wojskowe, rozwój fizyczny i upowszechnienie uprawiania sportu. Podstawę pracy wychowawczej stanowiła etyka chrześcijańska oraz tradycja walk niepodległościowych.
Podobnie jak w harcerstwie organizowano coroczne obozy letnie. Rozwijano początkowe sprawności żołnierskie, podstawową wiedzę z dziedziny terenoznawstwa, czytania mapy, orientowania się w terenie, higieny i ratownictwa, obrony przeciwlotniczej i przeciwgazowej. Kładziono też nacisk na wyrabianie podstawowych umiejętności życiowych, np. majsterkowania i wykonywania przedmiotów na własny użytek, umiejętności wypełniania druków urzędowych, korzystania z biblioteki, posługiwania się książeczką oszczędnościową.
Artykuły o pracy instruktorskiej wśród orląt publikował „Strzelec” i od 1937 ukazujący się w nim nieregularnie dodatek „Orlęta” oraz gazetka „Głos Orląt” - dodatek do pisma wojskowego "Wiarus".

### Struktura organizacyjna
Orlęta podlegały formalnie Komendzie Głównej Związku Strzeleckiego (KG ZS), kierowanej przez komendanta ZS. Funkcję tę pełnili kolejno: ppłk dypl. Władysław Rusin (1933–1934), Marian L. Frydrych, płk Józef Tunguz-Zawiślak (od 1938).
Zgodnie ze Statutem ZS z 1937 młodzież należąca do Orląt była równocześnie członkami nadzwyczajnymi ZS. Związek Strzelecki zapewniał organizacji Orląt kadrę instruktorską, pomoc materialną, udostępniał bazę lokalową i środki finansowe na umundurowanie, organizację obozów, utrzymanie świetlic, a nawet na posiłki dla orląt. Środki przeznaczane na działalność Orląt były jednak niewystarczające w stosunku do potrzeb.
Orlęta (w strukturze sformalizowanej w maju 1939) działały w kilkuosobowych patrolach, trzy patrole tworzyły drużynę, liczącą zwykle 8–18 chłopców. Drużyny łączono w hufce (25–50 osób), drużyny działające na terenie jednej szkoły tworzyły hufce szkolne. Hufce działające na obszarze gminy tworzyły kompanię noszącą nazwę tej gminy, a kompanie z jednego powiatu – batalion o nazwie tego powiatu. Poszczególnymi jednostkami kierowali ich komendanci. Dowódców batalionów mianował komendant okręgu ZS.
Kadrę dowódczą poszczególnych hufców stanowili komendanci i instruktorzy, których znaczną grupę stanowili podoficerowie i podchorążowie oddelegowani do tej pracy przez Związek Strzelecki. Do swoich przełożonych orlęta zwracali się w formie: obywatelu.

### Zasięg działania
Organizacja, tworzona przy okręgach Związku Strzeleckiego, stopniowo objęła większość województw międzywojennej Polski. Drużyny orlęce działały w Warszawie (w 1939 istniało tu 25 hufców skupiających ok. 1200 członków), Poznaniu, Łodzi, na Śląsku (m.in. w Bielszowicach, Cieszynie, Janowie, Łagiewnikach Śląskich, Mysłowicach), Kielecczyźnie, Lubelszczyźnie (m.in. w Krasnymstawie, Piaskach i Szpakach), Podlasiu, w Małopolsce (m.in. w Brzesku, Chrzanowie, Dębicy, Gorlicach, Grodkowicach, Krościenku, Krynicy, Mielcu, Skawinie, Tarnowie, Tarnowcu, Wadowicach), na Kujawach i Pomorzu (m.in. w Bydgoszczy, Chełmnie, Grudziądzu, Nieszawie, Tucholi), oraz w województwach: lwowskim, tarnopolskim i stanisławowskim. Stosunkowo najsłabiej działalność Orląt rozwinęła się na Wileńszczyźnie.

#### Okręg Warszawski
W pierwszych latach działalności organizacja w Warszawie nie miała charakteru scentralizowanego. Dopiero w 1938 szef Okręgu nr I ZS ppłk Witold Rosołowski powołał Kierownictwo Orląt Okręgu. W skład Kierownictwa weszły Szefostwo Orląt, kierujące bezpośrednią pracą Orląt, i Rada Orlęca I Okręgu ZS, wspierająca Szefostwo w opracowaniu zasad wychowawczych i szkoleniowych. Funkcję Szefa Orląt i jednocześnie Przewodniczącego Rady pełnił Franciszek Szumowski. W skład Rady Orlęcej weszli m.in. Marian Kucharski, Piotr Jagodziński, Zygmunt Pytliński, Stanisław Srzednicki i Zbigniew Turowski.
W październiku 1937 w Warszawie powołano Orlęce Kursy Instruktorskie (OKI). Ich komendantem został Zygmunt Pytliński, a jego zastępcą Stanisław Srzednicki, w skład kadry wchodzili także Piotr Jagodziński i Stanisława Rzemisławska. Zajęcia odbywały się przy ul. Senatorskiej 19. Po ukończeniu kursu nadawano stopnie orlęce i odznaki OKI. Do wybuchu wojny w kursach OKI uczestniczyło ponad 150 osób, a ukończyło je ok. 50 osób.
| Lp. | Nazwa hufca                                                                                    | Siedziba                                                               | Komendant                      | Inni instruktorzy                                              |
| --- | ---------------------------------------------------------------------------------------------- | ---------------------------------------------------------------------- | ------------------------------ | -------------------------------------------------------------- |
| 1.  | Anin                                                                                           |                                                                        | Edward Krauze                  |                                                                |
| 2.  | Annopol                                                                                        |                                                                        | N Andronow                     |                                                                |
| 3.  | Hufiec przy Banku Gospodarstwa Krajowego                                                       | ul. Nowy Świat 23/25 (świetlice: ul. Senatorska 11, ul. Nowy Świat 21) | Jan Płoski                     |                                                                |
| 4.  | Cytadela im. płk. Leopolda Lisa-Kuli                                                           |                                                                        | Józef Siwek                    |                                                                |
| 5.  | Czyste                                                                                         |                                                                        | nieznany                       |                                                                |
| 6.  | Elektrownia Miejska (Powiśle)                                                                  |                                                                        | nieznany                       | Ireneusz Zbigniew Kompało                                      |
| 7.  | Koszyki im. Bolesława Chrobrego                                                                |                                                                        | Zbigniew Turowski              |                                                                |
| 8.  | im. Kazimierza Wielkiego                                                                       | ul. Grzybowska 49                                                      | Jan Pracz                      |                                                                |
| 9.  | Michałów przy Państwowym Monopolu Spirytusowym                                                 |                                                                        | Piotr Jagodziński              |                                                                |
| 10. | Hufiec w Ministerstwie Przemysłu i Handlu (przy oddziale ZS im. gen. Kazimierza Sosnkowskiego) | ul. Elektoralna 2                                                      | N Politowski                   |                                                                |
| 11. | Mokotów                                                                                        |                                                                        | Czesław Wlekliński             |                                                                |
| 12. | Okęcie im. Żwirki i Wigury                                                                     |                                                                        | Marian Kucharski               |                                                                |
| 13. | Nowe Bródno (siedziba: ul. Odrowąża)                                                           |                                                                        | N Kwiatkowski, Z. Rościszowski |                                                                |
| 14. | Hufiec przy Państwowym Monopolu Tytoniowym                                                     |                                                                        | Mieczysław Guzowski            |                                                                |
| 15. | Hufiec przy Pocztowej Kasie Oszczędności                                                       |                                                                        | Jan Zakrzewski                 | Władysław Dec, Władysław Ignaczak, Jan Majchrzak, Jan Nagórski |
| 16. | Powązki                                                                                        |                                                                        | Karol Ropelewski               |                                                                |
| 17. | Powiśle                                                                                        |                                                                        | Janusz Borkowski               | Edmund Więckiewicz                                             |
| 18. | Praga                                                                                          | ul. Jagiellońska (świetlica ZS)                                        | Stanisław Srzednicki           |                                                                |
| 19. | Sądowy (przy Sądzie Okręgowym w Warszawie)                                                     | ul. Miodowa                                                            | Stanisław Drabikowski          |                                                                |
| 20. | Śródmieście                                                                                    |                                                                        | Władysław Birencwajg           |                                                                |
| 21. | Ursus im. Orląt Lwowskich                                                                      |                                                                        | Jan Szwagrzyk                  |                                                                |
| 22. | Wola im. Stefana Batorego                                                                      | ul. Karolkowa                                                          | Jerzy Taszycki                 | N Jałoszyński                                                  |
| 23. | Waliców                                                                                        |                                                                        | Adam Macieja                   |                                                                |
| 24. | Zarząd Miejski                                                                                 |                                                                        | nieznany                       |                                                                |

### Prawo i przyrzeczenie orląt
| Prawo orląt 1. Kocham Polskę i pragnę służyć jej wszystkimi siłami. 2. Dbam o honor i dobre imię orląt. 3. Jestem dobrym synem i kolegą. 4. Pokonuję wytrwale wszelkie trudności. 5. Liczę tylko na własne siły. 6. Jestem odważny w słowie i czynie. 7. Gardzę wszelkim kłamstwem. 8. Chcę być pożytecznym obywatelem i ofiarnym żołnierzem. |  | Przyrzeczenie orląt Przyrzekam postępować stale według prawa orlęcego, aby stać się godnymi tych orląt, które przelaną swą krwią serdeczną wskazały nam, jak kochać ziemię ojczystą, jak żyć dla niej i umierać. Tak nam dopomóż Bóg! |

### Stopnie
Wyróżniano trzy stopnie starszeństwa organizacyjnego: orlę, starsze orlę i junak (od 1939 określany jako patrolowy), oznaczane na mundurach, istniały też stopnie instruktorskie: przodownik,  
| Stopień/funkcja                      | Oznaczenie |
| ------------------------------------ | --- |
| orlę                                 | czerwony wężyk (o czterech załamaniach) na granatowych trójkątach kołnierza bluzy, na lewym rękawie tarcza z białym orłem strzeleckim bez korony na czerwonym polu |
| starsze orlę                         | jak orlę, z dodatkowymi granatowymi naramiennikami obszytymi czerwoną tasiemką                                                                                     |
| junak (do 1939), patrolowy (od 1939) | jak starsze orlę, z dodatkową czerwoną tasiemką przez środki naramienników                                                                                         |
| przodownik                           | srebrna belka (galonik) na granatowym trójkącie kołnierza pod wężykiem                                                                                             |
| drużynowy                            | dwie srebrne belki (galoniki) na granatowym trójkącie kołnierza |
| hufcowy                              | srebrny znak V na granatowym trójkącie kołnierza |
| podinstruktor                        | srebrna gwiazdka na granatowym trójkącie kołnierza |
| instruktor                           | dwie srebrne gwiazdki na granatowym trójkącie kołnierza |

Orlęta musiały wykazać się m.in. wiedzą o obronie Lwowa, znajomością musztry, historii Polski i jej młodych bohaterów, historii i topografii własnej miejscowości, wiedzą z zakresu terenoznawstwa, umiejętnością strzelania i pływania. Kandydat na stopień starszego orlęcia musiał znać fakty z życia i zasługi prezydenta RP Ignacego Mościckiego, marszałka Józefa Piłsudskiego, Edwarda Śmigłego-Rydza, Leopolda Lisa-Kuli, opisać symbole narodowe, znać daty powstań narodowych, obyczaje życia strzeleckiego, umieć śpiewać pieśni legionowe oraz przeczytać książkę o bohaterstwie młodocianych (np. W pustyni i w puszczy Henryka Sienkiewicza, Dzieci Lwowa Heleny Zakrzewskiej, W polskiej dżungli Ferdynanda Ossendowskiego, Bitwa pod Raszynem Walerego Przyborowskiego, Lato leśnych ludzi Marii Rodziewiczówny). Aby zdobyć stopień patrolowego, należało umieć strzelać z wiatrówki, prawidłowo załadować i rozładować broń, wykonać strzelania przewidziane na rok szkoleniowy i zdobyć Odznakę Strzelecką. Patrolowy musiał też znać alfabet Morse’a, przygotować zbiórkę drużyny i składać raport.

### Umundurowanie
Mundur organizacyjny składał się z drelichowej bluzy w kolorze khaki z dwiema kieszonkami na piersiach, z elementami granatowymi (narożnik kołnierzyka, naramienniki, mankiety rękawów), granatowych spodenek lub spódnic ze skórzanym brązowym pasem wojskowym oraz granatowego beretu z metalowym orłem strzeleckim. Na nogach noszono czarne skarpety i czarne skórzane buty. Początkowo mundury były wypożyczane, później orlęta otrzymywały je bezpłatnie, z wyjątkiem skarpet i butów, które musieli kupować. W latach 1938–1939 do munduru dodano płaszcze strzeleckie i spodnie z mankietami, a dla starszej młodzieży – trzewiki stylizowane na wojskowe.

## Okres konspiracji w Warszawie
W Warszawie podczas II wojny światowej część orlęcej kadry instruktorskiej i członków Orląt utworzyła konspiracyjną organizację, która została włączona do Armii Krajowej i brała udział w walce z okupantem niemieckim, a następnie w powstaniu warszawskim.

### 1939–1942
Decyzję o podjęciu działalności konspiracyjnej podjęła w połowie października 1939 grupa przedwojennych instruktorów podczas narady w mieszkaniu Zygmunta Pytlińskiego przy ul. Okopowej 31. Instruktorzy Orląt nawiązali kontakt z przedwojennym szefem Okręgu Stołecznego Związku Strzeleckiego ppłk. Witoldem Rosołowskim, kierującym Okręgiem Warszawskim Organizacji Orła Białego, z mjr. Józefem Ratajczakiem, działającym w Służbie Zwycięstwu Polski, oraz z instruktorem harcerskim Juliuszem Dąbrowskim, współzałożycielem Polskiej Ludowej Akcji Niepodległościowej.
Powołano cztery kadrowe plutony, w każdym z nich przedwojenny instruktor pełnił rolę opiekuna, a na dowódcę plutonu wyznaczono absolwenta przedwojennych Orlęcych Kursów Instruktorskich:
| Pluton                          | Zadania | Opiekun                   | Dowódca                                                                        |
| ------------------------------- | --- | ------------------------- | ------------------------------------------------------------------------------ |
| „Bronka” (od słowa broń)        | zbieranie porzuconej broni, jej konserwacja, akcje bojowe i sabotażowe, m.in. zrywanie niemieckich plakatów propagandowych | Zbigniew Turowski „Turoń” | Zbigniew Piekarski „Anaruk”(do sierpnia 1940), Stanisław Biernat „Czarny Bill” |
| „Zula” (od słowa zwiad)         | służba wywiadowcza i informacyjna, kolportaż wydawnictw konspiracyjnych (m.in. pism „Polska Żyje” i „Wiadomości Polskie”), łączność, akcja „Nalepka” – naklejanie na niemieckich obwieszczeniach kartek z antyniemieckimi treściami (np. z napisami: Komendant Piłsudski powiedziałby: a my was w dupie mamy, Powiem ci na ucho, że z Niemcami krucho, Zapamiętaj kilka słów, będzie Polska wolna znów, Im słoneczko niżej, tym Sikorski bliżej, Tylko świnie siedzą w kinie, Chcesz umierać na suchoty, jedź do Niemiec na roboty, Polska żyje, Polska zwycięży) | Józef Siwek „Cygan”       | Jerzy Mieszkowski „Myszka”                                                     |
| „Promień” (od słowa propaganda) | przygotowanie i prowadzenie akcji propagandowych, szkoleń ideowo-wychowawczych, zbieranie i przechowywanie literatury patriotycznej i samokształceniowej, porządkowanie grobów żołnierzy poległych w obronie Warszawy we wrześniu 1939, składanie kwiatów i umieszczanie biało-czerwonych chorągiewek w miejscach pamięci w Warszawie: m.in. pod Grobem Nieznanego Żołnierza 11 listopada i w miejscu masakry w Wawrze w grudniu 1939, warty honorowe przy symbolicznym grobie Chrystusa w kościele św. Anny                                                      | Stefan Łoś                | Jerzy Radecki „Tair”                                                           |
| „Kwaterka” (kwatermistrzostwo)  | wyszukiwanie lokali konspiracyjnych, udzielanie pomocy orlętom w trudnej sytuacji materialnej, m.in. zdobywanie żywności, opału i odzieży w wyprawach poza Warszawę oraz z odgruzowanych piwnic sklepów | Edward Krauze             | Jerzy Górecki „Budda”                                                          |

Nadzór nad plutonami pełnił początkowo Zygmunt Pytliński „Zenek”, jego zastępcą był Stanisław Srzednicki „Stach”. W 1942 nastąpiła zmiana: komendę objął Stanisław Srzednicki, a Zygmunt Pytliński został jego zastępcą do spraw szkolenia, znaczną rolę doradczą w kierownictwie Orląt odgrywał także ojciec Srzednickiego, przedwojenny poseł na Sejm RP i działacz ZS Józef Srzednicki. Pośredniczył on w kontaktach Orląt z organizacją Komenda Obrońców Polski w listopadzie 1939 oraz ze Związkiem Walki Zbrojnej. W marcu 1940 członkiem komendy Orląt został Władysław Sadowski.
Do organizacji konspiracyjnej Orląt przyjmowano chłopców w wieku od 14 lat oraz dziewczęta od 16 lat.
Orlęta przeprowadziły m.in.: 
- akcję „Miś”, kwiecień 1940 – odebrania Niemcom towarów (głównie dziecięcych ubrań) zrabowanych ludności żydowskiej i przechowywanych przed wysyłką do Rzeszy na strychach przy ul. Okopowej 31, wywiezienia ich i sprzedania na Kercelaku,
- akcję bojową „Weber”, 13 maja 1940 – zamach na dowódcę placówki niemieckiej placówki ochrony kolei na Powązkach, której funkcjonariusze bili kobiety i dzieci zbierające kawałki węgla przy torach kolejowych.

Orlęta z prawobrzeżnych hufców Annopol, Michałów, Praga i później również Grochów prowadziły działania, wykonywane na polecenie Stanisława Srzednickiego, który kierował całością prac orlęcej konspiracji w tej części Warszawy i prowadził szkolenia wojskowe. Orlęta prowadziły m.in. obserwacje ruchu niemieckich wojskowych transportów kolejowych, liczby żołnierzy i strażników strzegących magazynów, warsztatów kolejowych i linii kolejowych na Pradze i Bródnie, rodzajów broni posiadanej przez Niemców (głównie pojazdów pancernych). Członkowie organizacji uczestniczyli w kolportowaniu podziemnej prasy i w małym sabotażu, m.in. wykonywali rysunki i napisy ośmieszające okupanta i znaki Polski Walczącej.
W 1940 zorganizowano wakacyjny obóz dla Orląt w Helenowie, w 1942 – obóz szkoleniowo-wychowawczy w Passach i kolejny Orlęcy Kurs Instruktorski pod kierunkiem Stanisława Srzednickiego, a w 1943 – obóz w majątku Żaby koło Błonia.

### 1943
Na początku 1943 Komenda Główna Armii Krajowej podjęła szeroką akcję scalania organizacji Polskiego Państwa Podziemnego. Również Orlęta wcielono do AK. Najstarszych wiekiem przydzielono do Zgrupowania 1679 Rejonu 5 Obwodu VI Okręgu Warszawskiego AK (z dowódcą kpt. Jerzym Fijałkowskim „Młotem”). Podlegali oni komendantowi Rejonu 5 kpt. Zygmuntowi Bobrowskiemu, a pośrednio dowódcy obwodu – kolejno ppłk. Zygmuntowi Rylskiemu „Hańczy” i ppłk. Antoniemu Żurowskiemu „Andrzejowi”, „Bobrowi”. Plutony orlęce oznaczono numerami 1680 (z przekształconego orlęcego hufca Grochów, dowódcy: NN „Gustaw”, Tadeusz Święcki „Maluga”) i 1681 (z hufca Michałów, dowódca por. Jerzy Block „Warta”). Do plutonu 1680 dołączyła później grupa harcerzy Szarych Szeregów z 16 Warszawskiej Drużyny Harcerskiej.
Po pewnym czasie utworzono także dyon motorowy pod dowództwem Stanisława Srzednickiego „Stacha”, przekształcony w październiku 1943 w Kompanię Motorową Zgrupowania „Macierz” (dowódca Edward Mariusz Sokopp „Meta”, zastępca Stanisław Srzednicki). Jej członkowie szkolili się w warsztatach samochodowych i zakładach Ursus, gdzie naprawiano niemieckie samochody i czołgi, i gdzie mogli zapoznać się z ich budową i obsługą. Zdobywali umiejętności kierowania samochodami i motocyklami, odbywali jazdy próbne. Kompania dzieliła się na 3 plutony: I – przeznaczony do obsługi samochodów ciężarowych (dowódca Janusz Załęski), II – motocyklistów (dowódca Eugeniusz Bielawski), III – kierowców samochodów osobowych (dowódca Zygmunt Elgas). W 1944 kompania motorowa liczyła ok. 100 przeszkolonych żołnierzy oraz 70 bez przeszkolenia. Niektórzy jej członkowie uczestniczyli w nagłych akcjach kwatermistrzostwa Okręgu Warszawskiego AK, np. przewożenia towarów z magazynów włókienniczych na Mokotowie przed wywiezieniem ich do Niemiec, opróżnianiu spalonego lokalu konspiracyjnego, upozorowanego napadu na zakład i zdobycia dwóch motocykli.
Niektórzy starsi wiekiem członkowie Orląt z lewobrzeżnej Warszawy dołączyli do obwodów AK działających na ich terenie zamieszkania.
Pomimo formalnego podporządkowania Armii Krajowej, organizacja Orląt nie przestała istnieć. Prowadzono pracę wychowawczą wśród najmłodszych orląt, które ze względu na wiek nie mogły być przyjęte do AK. Zostali zorganizowani w orlęcych hufcach: Żoliborz (od jesieni 1942), Śródmieście (od 1943) 
Orlęta składały przysięgę Armii Krajowej, ceremonia odbywała się w uroczystej formie, pod biało-czerwoną flagą, w obecności bezpośredniego dowódcy zaprzysięganych. Wszyscy członkowie Orląt po złożeniu przysięgi otrzymywali pseudonimy. Przysięga zobowiązywała do zachowania ścisłej konspiracji spotkań i prowadzonych zajęć. Członkowie poszczególnych drużyn się nie znali, wprowadzono też skuteczny system alarmowego zawiadamiania, co w znacznym stopniu pozwoliło uniknąć dekonspiracji i aresztowań.
Najważniejszym elementem służby konspiracyjnej orląt w tym okresie były szkolenia wojskowe, prowadzone przez drużynowych i sekcyjnych – z elementami terenoznawstwa, posługiwania się bronią, sposobów prowadzenia wywiadu i rozpoznania nieprzyjaciela, identyfikowania policyjnych i wojskowych służb niemieckich. Lokale, w których prowadzono szkolenia, były osłaniane przez posterunki obserwacyjne. Od wiosny 1944 na większą skalę organizowano też szkolenia terenowe w podwarszawskich lasach, organizowano także szkolenia sanitarne i łącznościowe, naukę pływania na plaży braci Kozłowskich nad Wisłą oraz naukę ju-jitsu. Nadal prowadzono kolportaż prasy (głównie „Biuletynu Informacyjnego”), mały sabotaż, działania wywiadowcze (obserwacje fabryk i koszar, gdzie stacjonowały oddziały wojsk niemieckich, obserwacje samochodów i transportów kolejowych przez most średnicowy) i dywersyjne (m.in. akcje N – podrzucanie Niemcom prasy w języku niemieckim wydawanej przez polskie podziemie, m.in. na terenie warszawskiego ogrodu zoologicznego, gdzie stacjonowały kolumny samochodowe Wehrmachtu). Ze środków Obwodu VI Praga orlęta zakupiły łódź żaglową „Pirat”, w której przewożono na lewy brzeg Wisły dokumenty administracji niemieckiej, prasę konspiracyjną, broń i amunicję.
W 1943–1944 „Stach” zorganizował klasy szkoły podchorążych i kursów podoficerskich dla orląt z 1679 Zgrupowania, na których wykładali oficerowie AK. Szkolenia odbywały się w prywatnych mieszkaniach przy ul. Grodzieńskiej, Kołowej 34, Łochowskiej i Ząbkowskiej 39. Zorganizowano też klasę kursu sanitarnego podchorążych dla dziewcząt.
W sierpniu 1943 dzięki staraniom Srzednickiego zorganizowano obóz – formalnie kolonie RGO dla sierot wojennych – w Julinku pod Lesznem, w przedwojennym ośrodku Fundacji Bersonów. Uczestnicy obozu przezwali Julinek – Orlinkiem.

### Powstanie Warszawskie

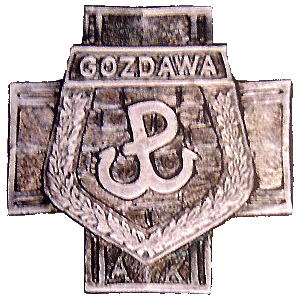
Oznaka Batalionu „Gozdawa”

W końcu lipca Kompania Motorowa „Orląt” została skoncentrowana w mieszkaniach na Nowym Mieście – przy ul. Franciszkańskiej 5 i 9 (mieszkanie rodziny Elgasów), Freta, Świętojerskiej i Koziej, i w tym rejonie uczestniczyła w powstaniu warszawskim. Na koncentrację stawiło się 166 żołnierzy kompanii – niemal pełny jej skład. Kompania wraz z plutonem technicznym C-VII została włączona do batalionu im. Stefana Czarnieckiego, potocznie nazywanego batalionem „Gozdawa”.
Z kolei plutony orlęce 1680 i 1681 miały opanować przyczółki mostów Poniatowskiego i Średnicowego na Pradze. Żołnierze zostali skoncentrowani w szkołach na Grochowie, jednak w momencie wybuchu powstania nie wszyscy byli na kwaterach, a mizerny stan uzbrojenia wobec ewidentnej przewagi Niemców sprawił, że wycofali się na Grochów i Szmulowiznę i tu prowadziła potyczki z Niemcami. Zajęli opuszczony młyn przy ul. Białostockiej, na krótko fabrykę Avia przy ul. Siedleckiej, podejmowali próby zajęcia nastawni kolejowej Michałów. Po zakończeniu walk powstańczych na Pradze część orląt przedostała się przez Wisłę do oddziałów powstańczych na Sadybie i partyzanckich w Puszczy Kampinoskiej, a część trafiła do obozu pracy w Zakroczymiu, zbiegła z niemieckiego transportu lub włączyła się ponownie do walki z Niemcami u boku nacierającej na Pragę od wschodu 1 Armii Wojska Polskiego.
2 sierpnia część kompanii motorowej wzięła udział w zdobyciu Państwowej Wytwórni Papierów Wartościowych, a w kolejnych dniach – w opanowaniu magazynów niemieckich na Stawkach, w wypadach na Dom Celny i w nieskutecznych natarciach na Pawiak i Dworzec Gdański. Żołnierze „Orląt” budowali barykady przy ul. Długiej, Franciszkańskiej i pl. Krasińskich i dokonali kilku wypadów na teren getta. Patrolowali kanały na Starym Mieście w celu znalezienia dogodnego połączenia ze Śródmieściem. Uczestniczyli w gaszeniu pożarów, uprzątaniu gruzu ze zniszczonych domów i odkopywaniu zasypanych.
„Orlęta” z kompanii motorowej uczestniczyły 6 sierpnia w kościele garnizonowym przy ul. Długiej w zaprzysiężeniu nowych żołnierzy batalionu „Gozdawa”, a następnie kompania wzięła udział w defiladzie na Starym Mieście – jedynej defiladzie oddziałów AK w czasie powstania. W pierwszym tygodniu sierpnia zorganizowano dla żołnierzy kompanii doszkalający kurs motorowy.
9 sierpnia część kompanii licząca około 40 żołnierzy, dowodzonych przez Zygmunta Elgasa „Cienia”, weszła jako IV pluton do 1 kompanii wypadowej. 1 kompania obsadziła rejon ulic Senatorskiej, Daniłowiczowskiej i Miodowej (tzw. Reduta Miodowa–Senatorska). Orlęta uczestniczyły w ciężkich bojach z Niemcami, był to jeden z najtrudniejszych odcinków walki. 24 sierpnia poległ, zastrzelony przez niemieckiego snajpera, Zygmunt Elgas, jeden z najdzielniejszych żołnierzy i zasłużonych dowódców „Orląt”.
W tym samym czasie inna część żołnierzy kompanii motorowej pod dowództwem Stanisława Srzednickiego odbyła wypad na teren getta, a jeszcze inne patrole orlęce przeprowadzały rozpoznania w rejonie Cytadeli i Dworca Gdańskiego, pomagały w ewakuacji szpitala powstańczego przy ul. Długiej, pod ostrzałem niemieckiej artylerii i lotnictwa przenosząc rannych na ul. Miodową.
13 sierpnia pięcioro orląt uruchomiło podstawiony przez Niemców na ul. Podwale opancerzony pojazd saperski „Borgward B IV c”, przejechało na Rynek Starego Miasta, a następnie na ul. Kilińskiego, gdzie nastąpił niezwykle silny wybuch pojazdu. Wskutek tragicznej eksplozji straciło życie, według różnych szacunków, 200–300 osób, w tym sześcioro orląt.
W kolejnych dniach kompania obsadzała stanowiska powstańcze przy Miodowej i Senatorskiej, barykadę u wylotu ul. Świętojerskiej. I pluton kompanii „Orląt” przydzielono na odcinek Reduta Ratusz, do gmachu więzienia przy ul. Daniłowiczowskiej. 20 sierpnia oddziały niemieckie uderzyły na Bank Polski i ratusz. W budynku banku przy ul. Daniłowiczowskiej poległ dowódca „Orląt” Stanisław Srzednicki. W zbombardowanym szpitalu powstańczym przy ul. Długiej zginęło kilku kolejnych żołnierzy.
Kolejnymi dowódcami kompanii zostali Ryszard Żukowski (właśc. Maksymilian Pelc) „Mars” i Janusz Załęski. Grupa żołnierzy „Orląt” kilkakrotnie przedostawała się kanałami z meldunkami na Żoliborz i z powrotem z bronią na Starówkę. Kompania poniosła kolejne straty – pojedynczy żołnierze ginęli w kanałach i wskutek odniesionych ran.  
30 sierpnia część orląt broniła pozycji w rejonie ul. Miodowej i klasztoru kanoniczek. 1 września żołnierze kompanii byli jednymi z ostatnich powstańców opuszczających kanałami Stare Miasto. Do Śródmieścia dotarło 72 żołnierzy kompanii. Pluton C-VII został przydzielony na Czerniaków, pozostała część kompanii pod dowództwem Janusza Załęskiego została zredukowana do plutonu i włączona do 4 kompanii por. Juliana Głowackiego „Ogórka” z Batalionu „Gozdawa”. Orlęta z 1 kompanii wypadowej i z plutonu Załęskiego obsadziły pozycje przy Nowym Świecie, ul. Wareckiej, Chmielnej i Brackiej, staczając tu kolejne walki. Pluton Załęskiego trzykrotnie transportował żywność z Czerniakowa. 9 września część żołnierzy brała udział w ewakuacji kwatery Komendy Głównej AK z gmachu PKO przy pl. Napoleona na ul. Szpitalną. W kolejnych dniach coraz bardziej osłabiona kompania stacjonowała w rejonie ul. Zgoda i Widok, próbując zdobyć broń i żywność z sowieckich zrzutów.  
Żołnierze z kompanii motorowej „Orląt” kapitulowali 4 października. Wraz z innymi z „Gozdawy” ruszyli w kolumnie jeńców do Ożarowa i zostali skierowani do Stalagu 344 Lamsdorf, a następnie do innych obozów przejściowych w Niemczech. Kilkoro żołnierzy opuściło Warszawę wraz z ludnością cywilną – grupa z Marianem Elgasem trafiła do oddziałów partyzanckich w rejonie Grójca i Mszczonowa.
Wielu przedwojennych członków organizacji „Orląt” i konspiracji orlęcej uczestniczyło też w innych oddziałach powstańczych, m.in. w pułku „Baszta” na Mokotowie, w pułku AK „Grzymała” na Ochocie, w 323 plutonie Zgrupowania „Waligóra” na Woli, w batalionie Wacława Zagórskiego „Lecha Grzybowskiego” Zgrupowania „Chrobry II”, w Zgrupowaniu „Krybar” i III Zgrupowaniu Juliusza Szewdyna „Konrada” na Powiślu, w Zgrupowaniach „Żaglowiec”, „Żmija”, „Żniwiarz” i „Żyrafa” na Żoliborzu, w Batalionie „Wigry” na Starym Mieście. Żołnierze plutonu 1680, którzy dotarli na Sadybę, dołączyli do 7 pułku ułanów „Jeleń” rtm. Lecha Głuchowskiego „Jeżyckiego” i innych jednostek walczących na Czerniakowie i Mokotowie.

## Orlinek
Po wojnie, w latach 1945–1946 istniała Szkoła Orląt „Orlinek” w Karpaczu (nazwana formalnie Szkołą Orląt Grunwaldzkich dla odwrócenia uwagi władz komunistycznych od tradycji orląt lwowskich), prowadzona w dawnym niemieckim hotelu "Teichmanbaude" przez instruktora harcerskiego i orlęcego Zygmunta Pytlińskiego. W Orlinku utworzono dwie kompanie orląt, obowiązywał tam regulamin wojskowy i umundurowanie. Uczniami szkoły byli m.in. osierocone dzieci oficerów wojskowych i żołnierzy AK, młodociani więźniowie niemieckich więzień i obozów koncentracyjnych. Jesienią 1945 w szkole przebywało ponad 250 osób. Po niespełna roku szkoła została zlikwidowana. Niektórzy jej uczniowie zostali drużynowymi harcerskimi w nowo utworzonym hufcu jeleniogórskim.
Od szkoły pochodzi nazwa istniejącej dziś skoczni narciarskiej w Karpaczu.

## Środowisko Orląt współcześnie
W 1985 powstał Klub Kombatantów „Orlęta” przy Obwodzie VI Rejonu V Armii Krajowej „Praga”, który w 1990 przekształcił się w Środowiskowe Koło Kombatanckie Armii Krajowej Organizacji Orlęta. Dawni członkowie Orląt spotykają się co roku 8 maja w dniu imienin Stanisława Srzednickiego, przy jego mogile na Cmentarzu Wojskowym na Powązkach.
W latach 90. środowisko przedwojennych Orląt podejmowało próby odtworzenia organizacji. W trzech warszawskich szkołach utworzono kompanie Orląt, a jednej z nich nadano imię Stanisława Srzednickiego. W 1995 powołano Stowarzyszenie Przyjaciół Orląt.
Do tradycji Orląt nawiązują młodsi członkowie Związki Strzeleckiego „Strzelec” Józefa Piłsudskiego oraz Orlęta Związku Strzeleckiego.

## Miejsca pamięci
- tablica na bocznej ścianie oficyny pałacu Raczyńskich przy ul. Podwale 23 w Warszawie (od strony ul. Kilińskiego, odsłonięta w 1999)
- tablica poświęcona Stanisławowi Srzednickiemu w Szkole Podstawowej nr 325
- tablica w kruchcie katedry polowej Wojska Polskiego w Warszawie
- głaz pamiątkowy w miejscu śmierci orląt-żołnierzy w nieistniejącym dziś młynie przy ul. Białostockiej na warszawskiej Pradze
- tablica poświęcona Stanisławowi Srzednickiemu w pobliżu jego miejsca śmierci, w wieży dawnego ratusza przy placu Teatralnym (odsłonięta w 2004)